# Seznam polkov po zaporednih številkah (1050. - 1099.)
Seznam polkov po zaporednih številkah - polki od 1050. do 1099.

## 1050. polk
Pehotni
- 1050. grenadirski polk (Wehrmacht)

Artilerijski
- 1050. samovozni artilerijski polk (ZSSR)

## 1051. polk
Pehotni
- 1051. grenadirski polk (Wehrmacht)
- 1051. strelski polk (ZSSR)

## 1052. polk
Pehotni
- 1052. grenadirski polk (Wehrmacht)

Artilerijski
- 1052. motorizirani artilerijski polk (ZSSR)

## 1053. polk
Pehotni
- 1053. grenadirski polk (Wehrmacht)

Zračnoobrambni
- 1053. protiletalski raketni polk (ZSSR)

## 1054. polk
Pehotni
- 1054. grenadirski polk (Wehrmacht)

Artilerijski
- 1054. motorizirani artilerijski polk (ZSSR)

## 1055. polk
Pehotni
- 1055. grenadirski polk (Wehrmacht)
- 1055. strelski polk (ZSSR)

## 1056. polk
Pehotni
- 1056. grenadirski polk (Wehrmacht)
- 1056. strelski polk (ZSSR)

## 1057. polk
Pehotni
- 1057. grenadirski polk (Wehrmacht)

Artilerijski
- 1057. gorski artilerijski polk (Wehrmacht)

## 1058. polk
Pehotni
- 1058. grenadirski polk (Wehrmacht)
- 1058. strelski polk (ZSSR)

## 1059. polk
Pehotni
- 1059. artilerijski polk (Wehrmacht)

Artilerijski
- 1059. grenadirski polk (Wehrmacht)

## 1060. polk
Pehotni
- 1060. artilerijski polk (Wehrmacht)

Artilerijski
- 1060. grenadirski polk (Wehrmacht)

## 1061. polk
Pehotni
- 1061. grenadirski polk (Wehrmacht)

Artilerijski
- 1061. samovozni jurišni artilerijski polk (ZSSR)

## 1062. polk
Pehotni
- 1062. grenadirski polk (Wehrmacht)

Zračnoobrambni
- 1062. protiletalski artilerijski polk (ZSSR)

## 1064. polk
Pehotni
- 1064. grenadirski polk (Wehrmacht)

Zračnoobrambni
- 1064. gardni protiletalski raketni polk (ZSSR)
- 1064. gardni protiletalski raketni polk (Ruska federacija)

## 1065. polk
Pehotni
- 1065. grenadirski polk (Wehrmacht)

Artilerijski
- 1065. gardni artilerijski polk (ZSSR)
- 1065. gardni artilerijski polk (Ruska federacija)

## 1066. polk
Pehotni
- 1066. grenadirski polk (Wehrmacht)

Artilerijski
- 1066. artilerijski polk (Wehrmacht)
- 1066. rezervni artilerijski polk (Wehrmacht)

## 1067. polk
Pehotni
- 1067. grenadirski polk (Wehrmacht)

Artilerijski
- 1067. raketni polk (Ukrajina)

Zračnoobrambni
- 1067. protiletalski artilerijski polk (ZSSR)

## 1068. polk
Pehotni
- 1068. grenadirski polk (Wehrmacht)

Artilerijski
- 1068. artilerijski polk (ZSSR)

## 1069. polk
Pehotni
- 1069. grenadirski polk (Wehrmacht)

Zračnoobrambni
- 1069. protiletalski raketni polk (ZSSR)

## 1070. polk
Pehotni
- 1070. grenadirski polk (Wehrmacht)

Artilerijski
- 1070. lahki artilerijski polk (ZSSR)

## 1071. polk
Pehotni
- 1071. grenadirski polk (Wehrmacht)

Artilerijski
- 1071. artilerijski polk (ZSSR)

## 1072. polk
Pehotni
- 1072. grenadirski polk (Wehrmacht)

Artilerijski
- 1072. gardni artilerijski polk (ZSSR)

## 1073. polk
Pehotni
- 1073. grenadirski polk (Wehrmacht)

Artilerijski
- 1073. protitankovski artilerijski polk (ZSSR)

## 1074. polk
Pehotni
- 1074. grenadirski polk (Wehrmacht)

Artilerijski
- 1074. artilerijski polk (ZSSR)

## 1075. polk
Pehotni
- 1075. grenadirski polk (Wehrmacht)
- 1075. strelski polk (ZSSR)

Artilerijski
- 1075. samovozni artilerijski polk (ZSSR)

Zračnoobrambni
- 1075. protiletalski raketni polk (ZSSR)

## 1076. polk
Pehotni
- 1076. grenadirski polk (Wehrmacht)

Zračnoobrambni
- 1076. protiletalski raketni polk (ZSSR)

## 1077. polk
Pehotni
- 1077. grenadirski polk (Wehrmacht)
- 1077. strelski polk (ZSSR)

Zračnoobrambni
- 1077. protiletalski artilerijski polk (ZSSR)

## 1078. polk
Pehotni
- 1078. grenadirski polk (Wehrmacht)

Zračnoobrambni
- 1078. protiletalski artilerijski polk (ZSSR)

## 1079. polk
Pehotni
- 1079. grenadirski polk (Wehrmacht)

Zračnoobrambni
- 1079. protiletalski artilerijski polk (ZSSR)
- 1079. protiletalski raketni polk (ZSSR)

## 1080. polk
Pehotni
- 1080. artilerijski polk (Wehrmacht)

Artilerijski
- 1080. grenadirski polk (Wehrmacht)

## 1081. polk
Pehotni
- 1081. grenadirski polk (Wehrmacht)
- 1081. strelski polk (ZSSR)

## 1082. polk
Pehotni
- 1082. artilerijski polk (Wehrmacht)

Artilerijski
- 1082. grenadirski polk (Wehrmacht)

## 1083. polk
Pehotni
- 1083. grenadirski polk (Wehrmacht)
- 1083. strelski polk (ZSSR)

Zračnoobrambni
- 1083. protiletalski artilerijski polk (ZSSR)

## 1084. polk
Pehotni
- 1084. grenadirski polk (Wehrmacht)

Zračnoobrambni
- 1084. protiletalski artilerijski polk (ZSSR)

## 1085. polk
Pehotni
- 1085. grenadirski polk (Wehrmacht)
- 1085. strelski polk (ZSSR)

## 1087. polk
Pehotni
- 1087. grenadirski polk (Wehrmacht)

Zračnoobrambni
- 1087. protiletalski artilerijski polk (ZSSR)

## 1088. polk
Pehotni
- 1088. grenadirski polk (Wehrmacht)

Artilerijski
- 1088. gorski artilerijski polk (Wehrmacht)

## 1089. polk
Pehotni
- 1089. artilerijski polk (Wehrmacht)

Artilerijski
- 1089. grenadirski polk (Wehrmacht)

## 1090. polk
Pehotni
- 1090. grenadirski polk (Wehrmacht)

Artilerijski
- 1090. artilerijski polk (ZSSR)

## 1092. polk
Pehotni
- 1092. grenadirski polk (Wehrmacht)
- 1092. motorizirani strelski polk (ZSSR)

Artilerijski
- 1092. artilerijski polk (ZSSR)

## 1094. polk
Pehotni
- 1094. grenadirski polk (Wehrmacht)

Zračnoobrambni
- 1094. protiletalski raketni polk (ZSSR)

## 1095. polk
Pehotni
- 1095. grenadirski polk (Wehrmacht)

Artilerijski
- 1095. artilerijski polk (ZSSR)

## 1096. polk
Pehotni
- 1096. grenadirski polk (Wehrmacht)

Zračnoobrambni
- 1096. obalnoobrambni protiletalski raketni polk (Ruska federacija)

Letalski
- 1096. težki bombniški polk (ZSSR)

## 1098. polk
Pehotni
- 1098. grenadirski polk (Wehrmacht)

Zračnoobrambni
- 1098. protiletalski raketni polk (ZSSR)

## 1099. polk
Pehotni
- 1099. grenadirski polk (Wehrmacht)
- 1099. motorizirani strelski polk (ZSSR)

Artilerijski
- 1099. polk korpusne artilerije (ZSSR)